# Elección complementaria de Chile de septiembre de 1950
El 24 de septiembre de 1950 se realizó una elección parlamentaria complementaria para llenar la vacancia de un diputado por la 17ª Agrupación Departamental, compuesta por la provincia de Concepción, producto de la renuncia de Fernando Maira a su escaño para asumir como senador luego de su triunfo en la elección complementaria realizada en mayo.
El 9 de septiembre de 1950 fue publicado el decreto —promulgado el 11 de agosto— que convocaba a una elección extraordinaria de un senador en la 17ª Agrupación Provincial para el domingo 24 de septiembre.

## Candidatos
Para el momento en que fue convocada la elección, ya habían sido proclamados como candidatos Sergio Lecanelier Rivas por el Partido Conservador Social Cristiano (quien también era apoyado por la Falange Nacional), Juan Bellolio por el Partido Agrario Laborista y Salomón Corbalán por el Partido Socialista Popular.
Ruperto Puga, que se desempeñaba como ministro del Trabajo, renunció a su cargo el 9 de agosto, y en los días siguientes fue proclamado como precandidato del Partido Democrático, siendo confirmado por su colectividad el 13 del mismo mes en Concepción.
Los candidatos que se presentaron finalmente a la elección fueron Ruperto Puga Fisher (Partido Democrático, apoyado por los partidos Radical, Conservador Social Cristiano y Falange Nacional), Zenón Urrutia (Partido Conservador Tradicionalista, apoyado por los partidos Liberal y Agrario Laborista) y Salomón Corbalán (Partido Socialista Popular, apoyado por partidos de izquierda).

## Resultados
Los resultados de la elección fueron los siguientes:
|  | 39.27 % |

|  | 30.98 % |

|  | 29.74 % |

El resultado preliminar del día de la elección, desagregado a nivel de departamento, fue el siguiente:
|                    |        |        |        |
| Concepción         | 5900   | 4409   | 6051   |
| Tomé               | 2612   | 1298   | 1010   |
| Talcahuano         | 1643   | 1079   | 1066   |
| Coronel            | 1558   | 1662   | 1685   |
| Yumbel             | 1751   | 2172   | 384    |
| Total              | 13 464 | 10 620 | 10 196 |
| Fuente: La Nación. |        |        |        |

Ruperto Puga asumió su escaño en la Cámara de Diputados el 25 de octubre de 1950.